# 罗梦册
罗梦册（1906年2月—1991年6月21日），字瑾南，河南南召人，中国法学家、教育家。

## 简历
1931年毕业于河南大学法学院，1935年取得国立北平师范大学教育学硕士学位，之后留学伦敦大学，学习研究法律学及中外法制史。1930年代30岁时当选英国皇家学会院士，为当时最年轻的华人院士。1939年，抗日战争进入最艰难的时期，罗梦册毅然放弃英国优厚的客座研究员待遇回国，立志从事教育事业和政法专业的教学科研工作，先后受聘担任国立政治大学、重庆中央大学和国立河南大学教授。1942年，罗梦册教授被选为第三届国民参政会参政员。
1945年，国立河南大学迁回开封办学，时任南京中央政治学校教授、《主流》杂志主编的罗梦册回到母校就任国立河南大学法学院院长。1948年当选为立法院第1屆立法委员。1949年3月辞去河大法学院院长职务，到香港復辦《主流》雜誌，後來接受錢穆延攬，任教亞洲文商學院，至新亞研究所成立，成為創所導師。他下半生淡出政治，潛心學問，作育英才。1991年因病逝世，享年85歲，主要著作有《福利宣言》、《孔子未王而王論》及《中國論》。他多次参加河大香港校友联谊活动，曾任河南大学香港校友会名誉会长。著作有《现时代之思想论战》等。